# Jol Tulijá
Jol Tulijá är en ort i Mexiko.   Den ligger i kommunen Ocosingo och delstaten Chiapas, i den sydöstra delen av landet, 800 km öster om huvudstaden Mexico City. Jol Tulijá ligger 472 meter över havet och antalet invånare är 511.
Terrängen runt Jol Tulijá är huvudsakligen kuperad, men åt nordost är den platt. Runt Jol Tulijá är det ganska glesbefolkat, med 31 invånare per kvadratkilometer. Närmaste större samhälle är Cristóbal Colón, 8,8 km öster om Jol Tulijá. I omgivningarna runt Jol Tulijá växer i huvudsak städsegrön lövskog.